# 다중 노출

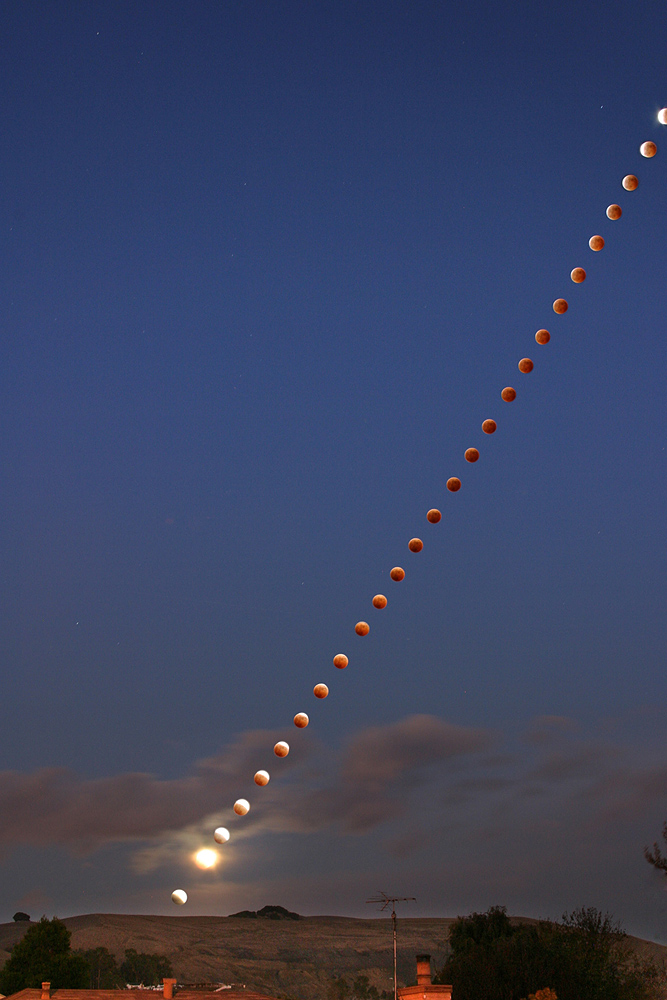
월식의 다중 노출 합성 그림. (캘리포니아 주, 2004년)

다중 노출(多重露出, multiple exposure)은 같은 필름 프레임에서 여러 영상을 겹치게 하는 기법을 말한다. 2개의 이미지에 대해서는 이중 노출(double exposure)이라는 용어가 사용된다.

## 같이 보기
- 크로마키